# Bretxa

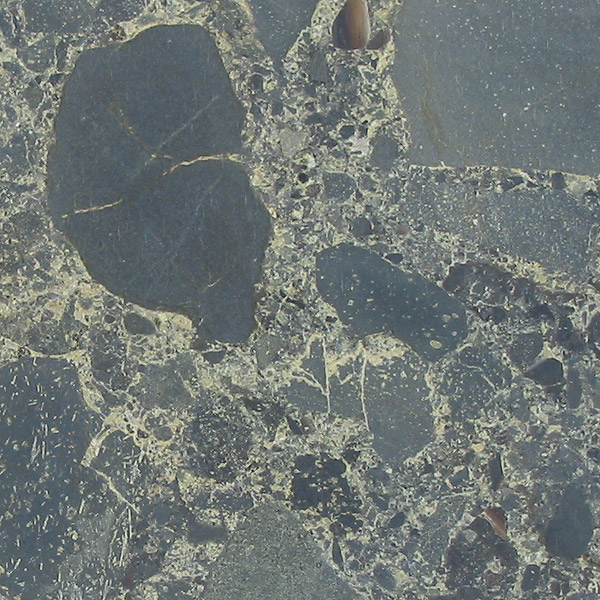
Bretxa de basalt

La bretxa (derivat de l'italià breccia) és una roca sedimentària composta de fragments trencats de minerals o roques cimentades per una matriu geològica de gra fi, que pot ser similar o bé diferent de la composició dels seus fragments. En italià "breccia" significa o bé grava solta o pedra feta de grava cimentada. Una bretxa pot tenir una varietat de diferents orígens com indiquen els seus noms incloent les bretxes sedimentàries, les bretxes tectòniques, les volcàniques, les ígnies, les d'impacte i les hidrotèrmiques. Es diferencia del conglomerat perquè la bretxa és conformada per fragments angulosos mentre que el conglomerat és format per fragments arrodonits.

## Bibliografia

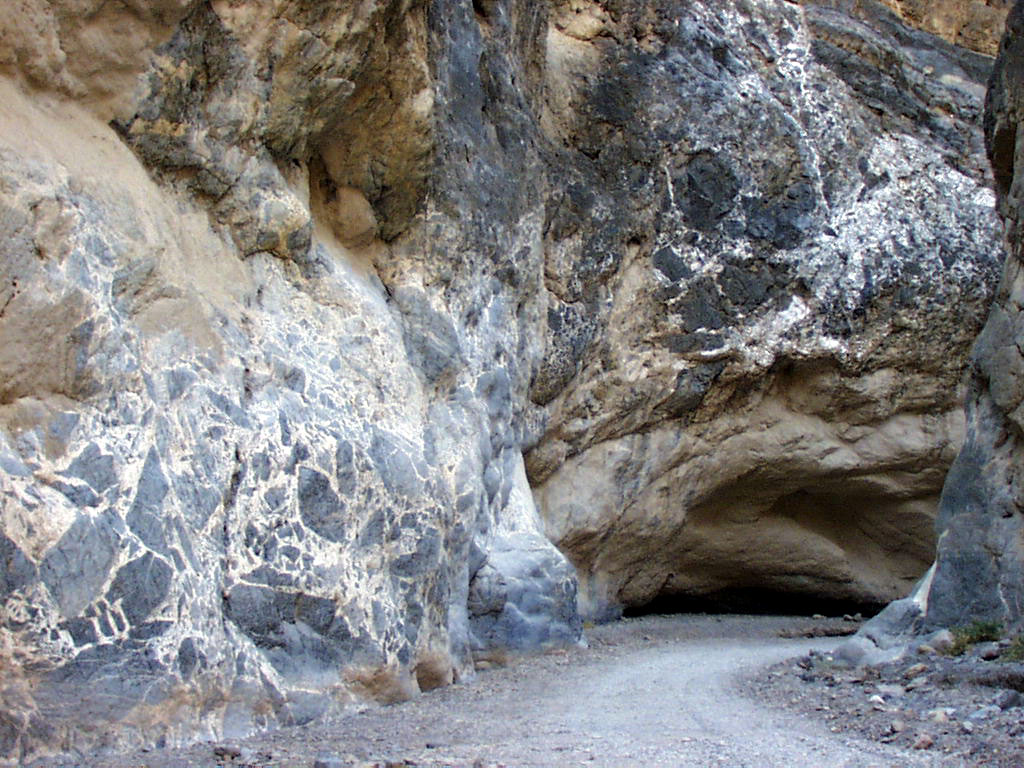
Megabretxa a Titus Canyon
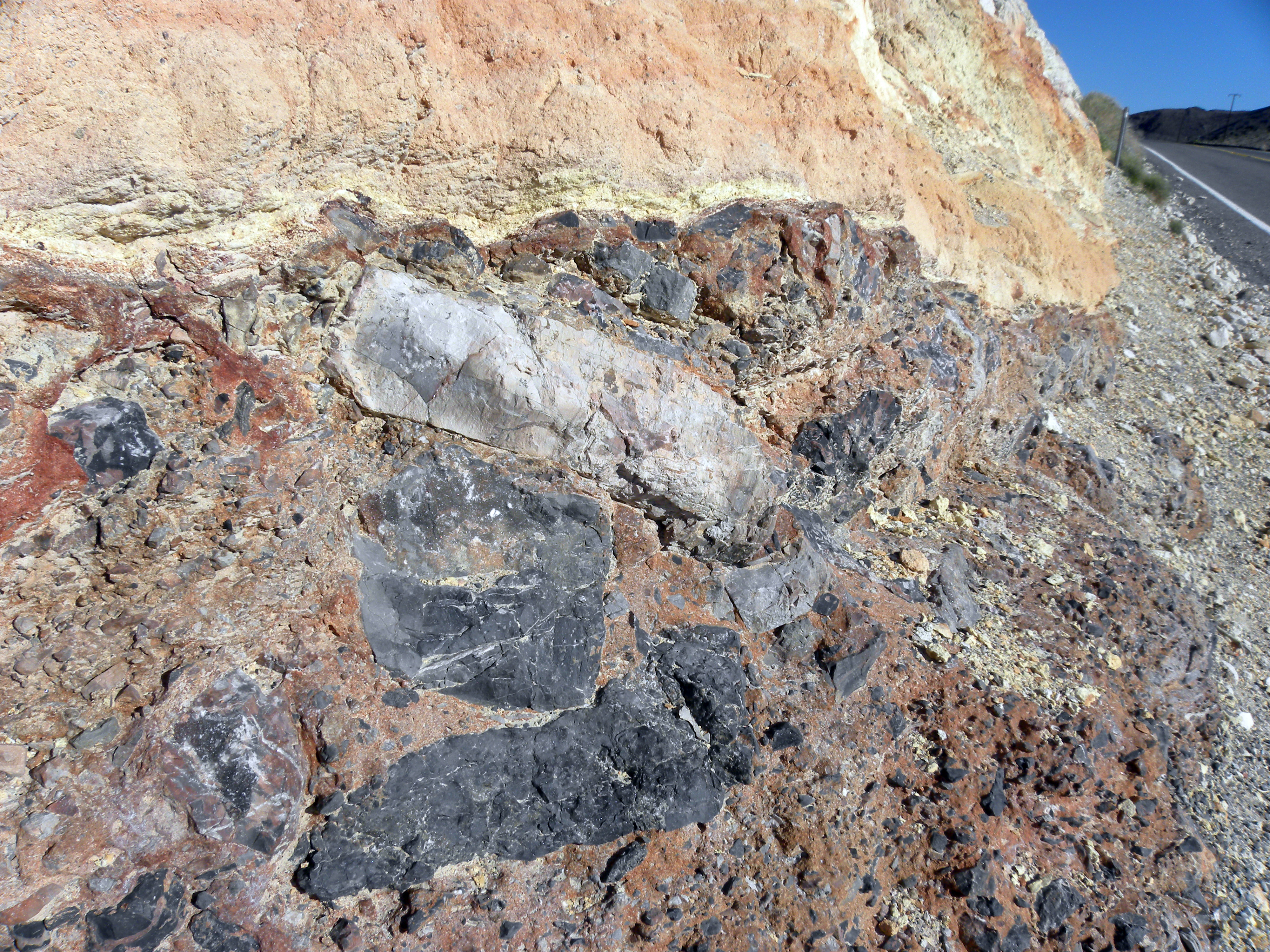
Bretxa del període Terciari a Resting Springs Pass, Mojave Desert, Califòrnia